# 5-та легка дивізія (Третій Рейх)
Не варто плутати з 5-ю легкою піхотною дивізією
5-та легка дивізія (Третій Рейх) (нім. 5. Leichte-Division) — легка дивізія Вермахту, що існувала у складі Сухопутних військ Третього Рейху на початку Другої світової війни. 1 серпня 1941 року переформована на 21-шу танкову дивізію.

## Історія
5-та легка дивізія вермахту була сформована 18 лютого 1941 року.

## Райони бойових дій
- Німеччина (січень — лютий 1941);
- Північна Африка (18 лютого — 1 серпня 1941).

## Командування

### Командири
- генерал-майор Ганс фон Функ (нім. Hans Freiherr von Funck) (1 січня — 7 лютого 1941);
- генерал-майор Йоганес Штрайх (нім. Johannes Streich) (7 лютого — 16 травня 1941);
- генерал-майор Карл Беттхер (нім. Karl Böttcher) (16 травня — 1 серпня 1941).